# Ron Glass
Ronald E. "Ron" Glass (Evansville, 10 de julho de 1945 - 25 de novembro de 2016) foi um ator norte-americano. Ficou conhecido por seus trabalhos como o Detetive Ron Harris, na série de TV Barney Miller (1975–82) e como o líder espiritual, Derrial Book, da série de TV Firefly e em seu filme derivado Serenity.

## Vida pessoal
Ron nasceu em Evansville, no estado de Indiana, filho de Lethia e Crump Glass. Estudou num seminário, formando-se em 1964, indo em seguida para a Universidade Evansville, obtendo o título de bacharelado em Artes, com habilitação em Drama e Literatura. Anos mais tarde, a universidade o homenageou com uma Medalha de Honra por seu trabalho no cinema e na televisão. Ron afirmou em uma entrevista que sabia que queria ser ator ainda na faculdade. Um professor gostou de sua voz e o encorajou a tentar atuar, o que o levou a interpretar em várias peças em seu tempo por lá.

## Carreira

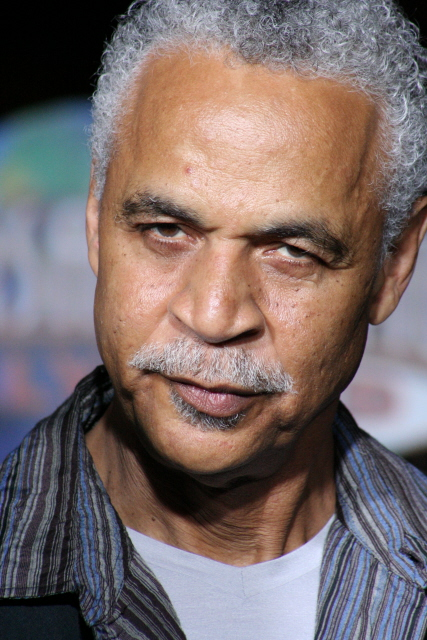
Glass em dezembro 2005

A estreia de Ron nos palcos foi no Teatro Guthrie, em Minneapolis, Minnesota, antes de se mudar para Hollywood, Los Angeles. Suas primeiras participações na TV incluem episódios da série Sanford and Son, em 1972, Hawaii Five-O em 1973 e Good Times, em 1974. Em 1975, ele estreou na série Barney Miller, um de seus grandes papéis, que ficou no ar até 1982. Em 1985, ele interpretou um colecionador de almas em um episódio de Twilight Zone.
Em 1992, estrelou a série Rhythm and Blues e em 1995, interpretou o professor Roland Felcher, na série da NBC Mr. Rhodes. Em 1999, fez uma participação em Friends.
Ron participou de várias outras séries de TV, como Family Matters e Teen Angel. Fez uma participação especial em Star Trek: Voyager e estrelou, em 2002, o papel regular de pastor Derrial Book, na série de TV Firefly e no filme derivado da série de 2005, Serenity. O pastor era uma figura enigmática na série e com um passado nebuloso.
Ron também emprestou sua voz para a série da Nickelodeon All Grown Up! e para Rugrats, além de dublar o personagem Garth no videogame Fable II. Em 2008, esteve no filme Lakeview Terrace junto de Samuel L. Jackson. Em 2010 participou do filme Death at a Funeral (2010).

## Vida pessoal
Ron era membro do movimento budista Soka Gakkai. Morreu devido a complicações derivadas de uma insuficiência respiratória, em 26 de novembro de 2016, aos 71 anos.

## Filmografia

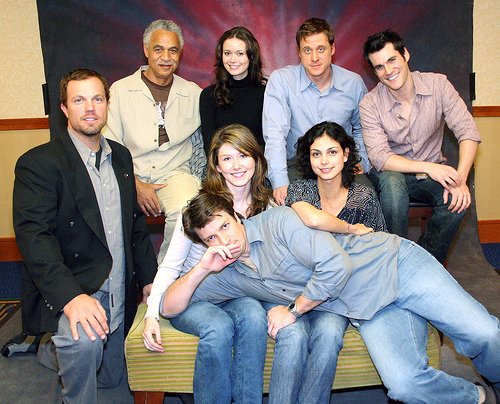
Ron com o elenco de Firefly em 2005

### Filme
| Ano  | Título                            | Papel                       | Notas |
| ---- | --------------------------------- | --------------------------- | ----- |
| 1974 | The Crazy World of Julius Vrooder | Quintus                     |       |
| 1983 | Sound of Sunshine – Sound of Rain | Narrador                    | Curta |
| 1988 | Deep Space                        | Jerry Merris                |       |
| 1995 | Houseguest                        | Dr. Derek Bond              |       |
| 1996 | It's My Party                     | Dr. David Wahl              |       |
| 1997 | Back in Business                  | Allen Smith                 |       |
| 1999 | Deal of a Lifetime                | Mr. Creighton               |       |
| 1999 | Unbowed                           | President Duquesne          |       |
| 2001 | Recess: School's Out              | Dr. Lazenby / Tech #2 (voz) |       |
| 2005 | Serenity                          | Pastor Derrial Book         |       |
| 2008 | Lakeview Terrace                  | Harold Perreau              |       |
| 2010 | Death at a Funeral                | Duncan                      |       |
| 2012 | Strange Frame                     | Philo D Grenman             |       |

### Televisão
| Ano       | Título                                                    | Papel                             | Notas                                                                                     |
| --------- | --------------------------------------------------------- | --------------------------------- | ----------------------------------------------------------------------------------------- |
| 1972      | Sanford and Son                                           | Hucklebuck                        | Episódio: "The Card Sharps"                                                               |
| 1973      | All in the Family                                         | Jack                              | Episódio: "Everybody Tells the Truth"                                                     |
| 1973      | Beg, Borrow, or Steal                                     | Ray Buren                         | Filme para TV                                                                             |
| 1973      | Shirts/Skins                                              | Mr. Brown                         | Filme para TV                                                                             |
| 1973      | Maude                                                     | Whitnauer Fulton                  | Episódio: "Florida's Affair"                                                              |
| 1973      | Hawaii Five-O                                             | J. Paul                           | Episódio: "Tricks Are Not Treats"                                                         |
| 1973      | The Bob Newhart Show                                      | Elevator Repairman                | Episódio: "Fit, Fat and Forty One"                                                        |
| 1973      | Griff                                                     | Dietrich                          | Episódio: "Elephant in a Cage"                                                            |
| 1973      | Insight                                                   | Courtney Rickell                  | Episódio: "Reunion"                                                                       |
| 1974      | The New Adventures of Perry Mason                         | Mark Borden                       | Episódio: "The Case of the Tortured Titan"                                                |
| 1974      | Change at 125th Street                                    |                                   | Filme para TV                                                                             |
| 1974      | Good Times                                                | Mr. Pearson / Henry Anderson      | Episódios: "Crosstown Buses Run All Day, Doodah, Doodah", "The Encyclopedia Hustle"       |
| 1974      | Sanford and Son                                           | Herman                            | Episódio: "Once a Thief"                                                                  |
| 1974      | The Streets of San Francisco                              | Earl                              | Episódio: "Rampage"                                                                       |
| 1975      | Let's Switch!                                             | LaRue Williams                    | Filme para TV                                                                             |
| 1975      | Insight                                                   | Courtney Rickell                  | Episódio: "Class Reunion"                                                                 |
| 1975      | Foster and Laurie                                         | Doctor #2                         | Filme para TV                                                                             |
| 1975      | When Things Were Rotten                                   | Black Knight                      | Episódio: "This Lance for Hire"                                                           |
| 1975–1982 | Barney Miller                                             | Det. Ron Harris                   | Papel regular (164 episódios)                                                             |
| 1976      | The Streets of San Francisco                              | Arlen Washington                  | Episódios: "The Thrill Killers: Part 1 & 2"                                               |
| 1978      | Crash                                                     | Jerry Grant                       | Filme para TV                                                                             |
| 1981      | Hart to Hart                                              | Conductor Slattery                | Episódio: "Hartland Express"                                                              |
| 1982–1983 | The New Odd Couple                                        | Felix Unger                       | Papel regular (18 episódios)                                                              |
| 1985      | Gus Brown and Midnight Brewster                           | Midnight Brewster                 | Filme para TV                                                                             |
| 1985      | The Twilight Zone                                         | The Devil                         | Episódio: "I of Newton"                                                                   |
| 1986      | Perry Mason: The Case of the Shooting Star                | Eric Brenner                      | Filme para TV                                                                             |
| 1987      | 227                                                       | Robert Stone                      | Episódios: "The Audit", "There Goes the Building"                                         |
| 1988      | Sonny Spoon                                               |                                   | Episódio: "Deuces Wild"                                                                   |
| 1989      | Family Matters                                            | Buddy Goodrich                    | Episódio: "False Arrest"                                                                  |
| 1989–1991 | Amen                                                      | Jason Lockwood                    | Episódios: "Witness for the Defense", "Miracle on 134th Street: Parts 1 & 2", "Deak-Scam" |
| 1991      | Adam-12                                                   | Logan Mills                       | Episódio: "D.A.R.E."                                                                      |
| 1992      | Murder, She Wrote                                         | Lt. Hanrahan                      | Episódio: "Incident in Lot #7"                                                            |
| 1992      | The Royal Family                                          | Deacon Hudson                     | Episódio: "The Sneakin' Deacon"                                                           |
| 1992–1993 | Rhythm & Blues                                            | Don Phillips                      | Papel principal (13 episódios)                                                            |
| 1993      | Designing Women                                           | Punch                             | Episódio: "It's Not So Easy Being Green"                                                  |
| 1993      | Rugrats                                                   | Randy Carmichael (voz)            | Série de televisão                                                                        |
| 1994      | Aladdin                                                   | Kwanseer (voz)                    | Episódio: "Bad Mood Rising"                                                               |
| 1996–1997 | Mr. Rhodes                                                | Ronald Felcher                    | Papel regular (17 episódios)                                                              |
| 1997      | Superman: The Animated Series                             | Ancôra de telejornal (voz)        | Episódio: "Blasts from the Past: Part II"                                                 |
| 1997      | The Practice                                              | Judge Kent                        | Episódio: "Reasonable Doubts"                                                             |
| 1997–1998 | Teen Angel                                                | Rod                               | Papel regular (17 episódios)                                                              |
| 1999      | Incognito                                                 | Marcus Courtland                  | Filme para TV                                                                             |
| 1999      | Twice in a Lifetime                                       | Charlie Summers / Charlie Winters | Episódio: "The Blame Game"                                                                |
| 1999      | Friends                                                   | Russell                           | Episódio: "The One Where Ross Hugs Rachel", "The One Where Joey Loses His Insurance"      |
| 2000      | Jack & Jill                                               | Mr. Small                         | Episódio: "Animal Planet: Part 1"                                                         |
| 2000      | Zoe, Duncan, Jack and Jane                                | Prof. Bradford                    | Episódio: "Too Much Pressure"                                                             |
| 2000      | Star Trek: Voyager                                        | Loken                             | Episódio: "Nightingale"                                                                   |
| 2001      | Rude Awakening                                            | Joseph                            | Episódio: "Ode to Billie and Joe"                                                         |
| 2001      | Yes, Dear                                                 | Dr. Bradley                       | Episódio: "The Big Snip"                                                                  |
| 2001      | The Education of Max Bickford                             | Graham Redmond                    | Episódio: "Pilot"                                                                         |
| 2001      | The Proud Family                                          | The Talking Baby (voz)            | Episódios: "Spelling Bee", "Makeover"                                                     |
| 2002–2003 | Firefly                                                   | Shepherd Derrial Book             | Papel principal (13 episódios)                                                            |
| 2004      | The Division                                              | Barry                             | Episódio: "Hail, Hail, the Gang's All Here"                                               |
| 2004–2008 | All Grown Up!                                             | Randy Carmichael (voz)            | Papel recorrente (12 episódios)                                                           |
| 2006      | Secret History of Religion: Doomsday – Book of Revelation | Reenactor                         | Filme para TV                                                                             |
| 2006      | Secret History of Religion: Knights Templar               | Reenactor                         | Filme para TV                                                                             |
| 2006–2007 | Shark                                                     | Judge Stewart Fenton              | Episódios: "Dr. Feelbad", "Dial M for Monica", "Student Body"                             |
| 2008      | Dirty Sexy Money                                          | D.A. Dennis Ford                  | Episódios: "The Star Witness", "The Verdict"                                              |
| 2011      | CSI: NY                                                   | Colby Glass                       | Episódio: "To What End?"                                                                  |
| 2013      | Agents of S.H.I.E.L.D.                                    | J. Streiten, MD                   | Episódio: "Pilot", "The Magical Place"                                                    |
| 2013      | Major Crimes                                              | Clayton Carter                    | Episódio: "There's No Place Like Home" (s02e09)                                           |
| 2014      | CSI: Crime Scene Investigation                            | Paul Lomax                        | Episódio: "Killer Moves"                                                                  |

### Video games
| Ano  | Título   | Papel | Notas |
| ---- | -------- | ----- | ----- |
| 2008 | Fable II | Garth | Voz   |